# Korora oliveri
Korora oliveri är en utdöd fågel i familjen pingviner inom ordningen pingvinfåglar. Den beskrevs 1952 utifrån fossila lämningar från gränsen mellan oligocen och miocen funna i Nya Zeeland.